# Canadiens d'origine pakistanaise
 (octobre 2023).
La mise en forme du texte ne suit pas les recommandations de Wikipédia : il faut le « wikifier ».
Les points d'amélioration suivants sont les cas les plus fréquents. Le détail des points à revoir est peut-être précisé sur la page de discussion.
- Les titres sont pré-formatés par le logiciel. Ils ne sont ni en capitales, ni en gras.
- Le texte ne doit pas être écrit en capitales (les noms de famille non plus), ni en gras, ni en italique, ni en « petit »…
- Le gras n'est utilisé que pour surligner le titre de l'article dans l'introduction, une seule fois.
- L'italique est rarement utilisé : mots en langue étrangère, titres d'œuvres, noms de bateaux, etc.
- Les citations ne sont pas en italique mais en corps de texte normal. Elles sont entourées par des guillemets français : « et ».
- Les listes à puces sont à éviter, des paragraphes rédigés étant largement préférés. Les tableaux sont à réserver à la présentation de données structurées (résultats, etc.).
- Les appels de note de bas de page (petits chiffres en exposant, introduits par l'outil «  Source ») sont à placer entre la fin de phrase et le point final[comme ça].
- Les liens internes (vers d'autres articles de Wikipédia) sont à choisir avec parcimonie. Créez des liens vers des articles approfondissant le sujet. Les termes génériques sans rapport avec le sujet sont à éviter, ainsi que les répétitions de liens vers un même terme.
- Les liens externes sont à placer uniquement dans une section « Liens externes », à la fin de l'article. Ces liens sont à choisir avec parcimonie suivant les règles définies. Si un lien sert de source à l'article, son insertion dans le texte est à faire par les notes de bas de page.
- La présentation des références doit suivre les conventions bibliographiques. Il est recommandé d'utiliser les modèles {{Ouvrage}}, {{Chapitre}}, {{Article}}, {{Lien web}} et/ou {{Bibliographie}}. Le mode d'édition visuel peut mettre en forme automatiquement les références.
- Insérer une infobox (cadre d'informations à droite) n'est pas obligatoire pour parachever la mise en page.

Pour une aide détaillée, merci de consulter Aide:Wikification.
Si vous pensez que ces points ont été résolus, vous pouvez retirer ce bandeau et améliorer la mise en forme d'un autre article.
Le Canadien pakistanais (dans l'Ourdou: پاکستانی کینیڈین) désigne la communauté d'origine ou d'ascendance pakistanaise au Canada. Il peut également faire référence aux personnes qui détiennent la double citoyenneté pakistanaise et canadienne. Catégoriquement, les Canadiens pakistanais forment un sous-groupe de Canadiens d'Asie du Sud qui est un sous-groupe de Canadiens d'Asie.

## Terminologie
Il n'existe pas de classification officielle des Canadiens pakistanais. Cependant, ils sont généralement définis par l'Asie ou l'Asie du Sud.

## Histoire
Les Pakistanais ont commencé à émigrer en petit nombre au Canada à la fin des années 1950 et au début des années 1960. La réglementation de l'immigration donne la préférence à ceux qui ont fait des études supérieures et des compétences professionnelles, et les Pakistanais qui sont venus pendant cette période, et tout au long des années 1960, ont généralement d'excellents diplômes. Beaucoup d'entre eux se considéraient comme des résidents, qui étaient venus pour gagner mais pas pour s'installer ou étaient des étudiants qui avaient l'intention de rentrer chez eux lorsque leurs programmes d'études étaient terminés. Certains sont revenus, d'autres sont restés pour devenir les membres fondateurs de la communauté pakistano-canadienne.
Les Pakistanais sont inscrits à des programmes de premier cycle et de deuxième cycle à l'Université McGill à Montréal dès 1949 et à l'Université de Toronto à partir de 1958. Au milieu des années 1950, cinq ou six familles pakistanaises vivaient à Montréal en plus des étudiants. C'était probablement la plus grande concentration de Pakistanais dans le pays. Tout au long des années 1950, 1960 et 1970, la plupart des arrivants étaient de jeunes hommes poursuivant des études supérieures ou professionnelles.
Les Pakistanais se sont bien intégrés dans la société canadienne, en partie grâce aux politiques du Gouvernement canadien et à l'aide apportée à tous les immigrants qui s'installent au pays.

## Démographie

### Langue
La plupart des Canadiens pakistanais parlent anglais ou français. Cependant, beaucoup parlent aussi une deuxième ou une troisième langue, car ils ont souvent tendance à garder leur langue maternelle, qui comprend l'ourdou, le pendjabi.

### Religion
La plupart des Canadiens pakistanais sont musulmans .La religion occupe une place importante dans la vie des familles canadiennes pakistanaises. La majorité des Pakistanais appartiennent à la secte sunnite de l'Islam ; Les Canadiens pakistanais participent et contribuent également à la communauté islamique dans son ensemble, qui comprend les Canadiens arabes, les Canadiens iraniens, les Canadiens turcs et les Canadiens asiatiques.

## Répartition géographique

### Provinces
| Province                        | 2001   | 2011    | 2021    |
| ------------------------------- | ------ | ------- | ------- |
| Ontario                         | 52,830 | 109,295 | 212,650 |
| Alberta                         | 5,450  | 17,825  | 39,535  |
| Québec                          | 7,990  | 12,470  | 16,645  |
| Colombie-Britannique            | 6,270  | 9,770   | 19,050  |
| Saskatchewan                    | 495    | 3,195   | 7,640   |
| Manitoba                        | 565    | 1,810   | 5,030   |
| Modèle:Country data Nova Scotia | 305    | 490     | 1,285   |

Chiffres du Recensement canadien de 2021 de Statcan indiquent qu'il y a 303 260 Canadiens qui revendiquent l'ascendance pakistanaise.

### Agglomérations
| City                         | 2001   | 2011   | 2021    |
| ---------------------------- | ------ | ------ | ------- |
| Toronto                      | 43,035 | 90,610 | 162,710 |
| Calgary                      | 3,455  | 10,450 | 24,050  |
| Montreal                     | 7,890  | 12,220 | 16,060  |
| Vancouver                    | 5,680  | 8,865  | 15,765  |
| Edmonton                     | 1,745  | 5,480  | 12,765  |
| Hamilton                     | 2,055  | 3,705  | 8,820   |
| Ottawa                       | 2,255  | 3,910  | 7,885   |
| Kitchener-Cambridge Waterloo | 1,045  | 3,210  | 8,015   |
| Saskatoon                    | 255    | 1,705  | 4,150   |
| Winnipeg                     | 560    | 1,590  | 4,660   |
| Oshawa                       | 480    | 1,225  | 6,965   |
| Regina                       | 220    | 1,330  | 2,940   |
| London                       | 665    | 1,010  | 3,850   |

### Municipalités locales
Lors du recensement de 2021, le Grand Toronto comptait 162 710 Pakistanais-Canadiens, ce qui en fait l'une des plus grandes communautés de la diaspora pakistanaise en Amérique du Nord. Selon le recensement de 2021, 41 705 Pakistanais-Canadiens résidaient dans la ville réelle de Toronto ; la majorité de la communauté est concentrée dans toute la banlieue de la Région du Grand Toronto.
Selon le recensement de 2021, 41 025 Pakistanais-Canadiens résidaient à Mississauga, soit 5,76 % de la population de la ville. Ce chiffre est en hausse par rapport aux 27 345 recensements de 2011. L'ourdou est la deuxième langue maternelle la plus répandue après l'anglais, et il y a 55 765 locuteurs de l'ourdou à Mississauga.
Les Pakistanais-Canadiens représentaient 3,81 % de la population de Milton en 2011, ce chiffre a triplé pour atteindre 12,88 % lors du recensement de 2021, ce qui en fait l'une des communautés pakistanaises à la croissance la plus rapide du pays. L'ourdou est la deuxième langue la plus parlée, avec 19 830 locuteurs lors du recensement de 2021.

## Canadiens d'origine pakistanaise

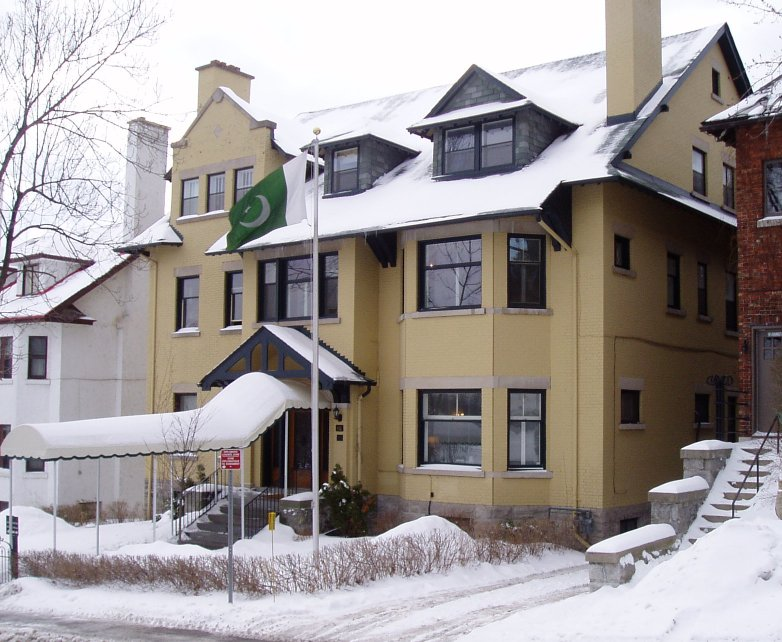
Ambassade du Pakistan à Ottawa

Wajid Khan et Rahim Jaffer étaient membres de la Chambre des communes du Canada. Wajid Khan représentait la circonscription de Mississauga - Streetsville, en Ontario, à titre de député conservateur, tandis que Rahim Jaffer était député conservateur de la circonscription d'Edmonton - Strathcona, en Alberta. Actuellement, deux Pakistano-Canadiennes siègent au 42e Parlement canadien : Iqra Khalid, qui représente Mississauga-Erin Mills, et Salma Zahid, qui représente Scarborough Centre. Les deux femmes sont des députés libéraux élus à des sièges en Ontario. On trouve aussi des Canadiens pakistanais dans les assemblées législatives provinciales ainsi que dans les conseils municipaux.
Salma Ataullahjan, artiste et militante communautaire de Toronto [46], a été nommée sénatrice canadienne par la gouverneure générale Michaëlle Jean, sur les conseils du Premier ministre Stephen Harper, le 9 juillet 2010, et siégera au caucus conservateur. Avec cette nomination, Ataullahjan est devenu le premier sénateur canadien d'ascendance pakistanaise Pachtoun.
Shafiq Qaadri est médecin de famille et homme politique en Ontario, Canada. Membre de l'Assemblée législative de l'Ontario, il représente la circonscription d'Etobicoke-Nord pour le Parti libéral de l'Ontario.